# Saison 6 de Charmed
Chronologie
Saison 5 Saison 7
Cet article présente les épisodes de la sixième saison de la série télévisée américaine Charmed.

## Distribution

### Acteurs principaux
- Holly Marie Combs (VF : Dominique Vallée) : Piper Halliwell
- Alyssa Milano (VF : Magali Barney) : Phoebe Halliwell
- Rose McGowan (VF : Véronique Soufflet) : Paige Matthews
- Brian Krause (VF : Benoît DuPac) : Leo Wyatt (22 épisodes)
- Drew Fuller (VF : Yoann Sover) : Chris Halliwell (21 épisodes)
- Dorian Gregory (VF : Antoine Tomé) : Darryl Morris (9 épisodes)

### Acteurs récurrents
- Rebecca Balding (VF : Marie-Martine) : Elise Rothman (épisodes 3, 4 et 10)
- Sandra Prosper (en) (VF : Barbara Beretta) : Sheila Morris (épisodes 1, 12, 19 et 22)
- Jennifer Rhodes (VF : Sylvie Genty) : Penny Halliwell (épisode 11)
- James Read (VF : Jean Barney) : Victor Bennett (épisode 17)
- Eric Dane (VF : Jérôme Berthoud) : Jason Dean (épisodes 2, 4, 6, 9 et 13)
- Balthazar Getty (VF : Guillaume Lebon) : Richard Montana (épisodes 5, 7, 8, 10, 13 et 15)
- Jenya Lano (VF : Dominique Westberg) : Inspecteur Sheridan (épisodes 19, 22 et 23)
- Gildart Jackson (en) (VF : Philippe Catoire) : Gideon, fondateur  (épisodes 14, 16, 18, 19, 21 à 23)
- Billy Drago (VF : Jean-Pierre Moulin) : Démon Barbas (épisodes 19, 22 et 23)
- Wes Ramsey : Wyatt Halliwell (épisodes 10 et 23)

## Épisodes

### Épisode 1:L'Âme des guerrières,1repartie
- Canada : 26 septembre 2003 sur CTV
- États-Unis : 28 septembre 2003 sur The WB[1]
- France : 29 novembre 2003 sur M6
- Québec : 28 août 2006 sur VRAK.TV

- Melissa George (Freyja)
- Ivana Miličević (Mist)
- Colleen Porch (Kára)
- Stephen Snedden (Chad Carson)
- Sandra Prosper (Sheila Morris)
- Tracey Aileen Leigh (Leysa)
- Dan Lemieux (Soldat Krueger)
- Nicole Basanda (Valkyrie)
- Teddy Chen Culver (L'homme arrêté par Darryl)
- Jason Simmons et Kristopher Simmons (Wyatt Halliwell)

- Phoebe acquiert dans cet épisode un nouveau pouvoir : L'Empathie. La sorcière est capable de ressentir les émotions des personnes ou démons, se trouvant autour d'elle, qui l'envahissent et l'asservissent. En contrôlant son pouvoir, Phoebe sera désormais capable de maîtriser leurs émotions et de par ce fait leurs pouvoirs ( eux-mêmes maîtrisés par leurs émotions ).Par la suite elle sera aussi capable de ressentir les intentions des gens ou démons, ce qui lui sera très utile dans les combats pour deviner d'où proviendra l'attaque.
- Smash Mouth est le groupe qui joue sur la plage au début de l'épisode. C’est d’ailleurs la deuxième fois, après l’épisode Médecine occulte, que l’on peut entendre ce groupe dans la série.

### Épisode 2:L'Âme des guerrières,2epartie
- États-Unis : 28 septembre 2003 sur The WB
- Canada : 3 octobre 2003 sur CTV
- France : 29 novembre 2003 sur M6
- Québec : 4 septembre 2006 sur VRAK.TV

- Melissa George (Freyja)
- Ivana Miličević (Mist)
- Colleen Porch (Kára)
- Evan Marriott (Oscar)
- Eric Dane (Jason Dean)
- Teddy Chen Culver (L'homme arrêté par Darryl)
- Lee Coleman (Combattant)
- Arnold Chon (Combattant)
- Damion Poitier (Combattant)
- Jason Simmons et Kristopher Simmons (Wyatt Halliwell)

### Épisode 3:L'Apprenti sorcier
- États-Unis : 5 octobre 2003 sur The WB
- Canada : 10 octobre 2003 sur CTV
- France : 4 septembre 2004 sur M6
- Québec : 11 septembre 2006 sur VRAK.TV

- Rebecca Balding (Elise Rothman)
- Kirk B.R. Woller (Nettoyeur)
- Melissa Greenspan (Flo)
- Scott Klace (Mr. Stewick)
- Shaun Robinson (Kinesha Robinson)
- Sarah Aldrich (Natalie)
- Darin Cooper (Nettoyeur)
- Jason Simmons et Kristopher Simmons (Wyatt Halliwell)

### Épisode 4:Le Pouvoir des trois… blondes
- États-Unis : 12 octobre 2003 sur The WB
- France : 4 septembre 2004 sur M6
- Québec : 18 septembre 2006 sur VRAK.TV

- Jenny McCarthy (Mitzy Stillman)
- Jennifer Sky (Mabel Stillman)
- Melody Perkins (Margo Stillman)
- Rebecca Balding (Elise Rothman)
- Eric Dane (Jason Dean)
- Niki Botelho (Elfe Nancy)
- Kip Martin (Jack)
- Joanna Sanchez (Lupita)
- Michael Patrick McGill (Ray)
- Todd Tucker (Gremlin)
- Jason Simmons et Kristopher Simmons (Wyatt Halliwell)

Chris fait une gaffe sur son identité dans cet épisode en disant « de toute ma vie je ne t'ai jamais vue mordre à l'hameçon comme cette sorcière » ce à quoi Phoebe répond « de toute ta vie ? tu oublies que tu n'es notre être de lumière que depuis deux mois »

### Épisode 5:Vengeance d'outre-tombe
- États-Unis : 19 octobre 2003 sur The WB
- France : 11 septembre 2004 sur M6
- Québec : 25 septembre 2006 sur VRAK.TV

- Balthazar Getty (Richard Montana)
- Rachelle Lefèvre (Olivia Callaway)
- James Sutorius (James Callaway)
- Michael Muhney (Seth)
- Daniel Hagen (Carl)
- Marjorie Lovett  (Grand-mère Callaway)
- Christine Healy (Rosaline Montana)
- Mako Iwamatsu (Sorcier)
- J. Michael Flynn (Benjamin Montana)
- David Greene (Steve Montana)
- Robert Sean Burke (Roy Callaway)
- Carl Anthony Nespoli (Burt Callaway)

### Épisode 6:L'Énergie du désir
- États-Unis : 26 octobre 2003 sur The WB
- France : 11 septembre 2004 sur M6
- Québec : 2 octobre 2006 sur VRAK.TV

- Desmond Askew (Gith)
- Gina Ravera (Mary)
- Kathryn Fiore (Elizabeth)
- Annabelle Gurwitch (Nina Halter)
- Kathryn Joosten (La femme du vieux magicien)
- Eric Dane (Jason Dean)
- Art Frankel  (Le vieux magicien)
- Jason Simmons et Kristopher Simmons (Wyatt Halliwell)

### Épisode 7:Pacte avec le diable
- États-Unis : 2 novembre 2003 sur The WB
- France : 18 septembre 2004 sur M6
- Québec : 9 octobre 2006 sur VRAK.TV

- Balthazar Getty (Richard Montana)
- Johnny Sneed (Larry Henderson)
- Googy Gress (Spencer Ricks)
- Alla Korot (Margaret Henderson)
- Robert Farrior (Ryan)
- Brian Wedlake (Brett)
- Keith Szarabajka (Zahn)
- Craig Gellis (Gray)
- Simon Brooke (Grimlock)
- Jason Simmons et Kristopher Simmons (Wyatt Halliwell)

- Le groupe Steadman joue au P3 dans cet épisode.
- La scène où Léo et Chris se retrouvent dans les montagnes tentant de fuir un dinosaure n’est pas sans rappeler le film La Planète des dinosaures.

### Épisode 8:Excalibur
- États-Unis : 9 novembre 2003 sur The WB
- France : 18 septembre 2004 sur M6
- Québec : 16 octobre 2006 sur VRAK.TV

- Balthazar Getty (Richard Montana)
- Mark Aiken (Le Chevalier des ténèbres et de la destruction)
- Danny Woodburn (Nain)
- Brian Leckner (Démon)
- Edward Atterton (Mordaunt)
- Danielle Bisutti (La Dame du Lac)
- Lamont Johnson (Démon)
- Bjorn Johnson (Satyre)
- Matthew McGrory (Ogre)
- Amanda Sickler (Sophie)
- Scout Taylor-Compton (Fée)
- Simon Brooke (Grimlock)
- Thomas DuPont (Démon)
- Jessica Custodio (Nymphe)
- Todd Tucker (Creeper)
- Jason Simmons et Kristopher Simmons (Wyatt Halliwell)

### Épisode 9:Instinct paternel
- États-Unis : 16 novembre 2003 sur The WB
- France : 25 septembre 2004 sur M6
- Québec : 23 octobre 2006 sur VRAK.TV

- Eric Dane (Jason Dean)
- Seth Peterson (Derek)
- Caleeb Pinkett (Virgil)
- Alec Ledd (Tristan)
- Jason Simmons et Kristopher Simmons (Wyatt Halliwell)

### Épisode 10:Le Phénix
- États-Unis : 23 novembre 2003 sur The WB
- France : 25 septembre 2004 sur M6
- Québec : 30 octobre 2006 sur VRAK.TV

- Balthazar Getty (Richard Montana)
- Marisol Nichols (Bianca Adams)
- Rebecca McFarland  (Lynn)
- Rebecca Balding (Elise Rothman)
- Wes Ramsey (Wyatt Halliwell Adulte)
- Jason Shaw (Greg)
- Jason Simmons et Kristopher Simmons (Wyatt Halliwell)

### Épisode 11:Faites l'amour pas la guerre
- États-Unis : 11 janvier 2004 sur The WB
- France : 2 octobre 2004 sur M6
- Québec : 6 novembre 2006 sur VRAK.TV

- Jennifer Rhodes (Penny Halliwell)
- Kara Zediker (Penny Halliwell jeune)
- Jake Busey (Nigel)
- Patrick Cassidy (Allen Halliwell)
- Kam Heskin (Robin)
- Jason Simmons et Kristopher Simmons (Wyatt Halliwell)

- Cet épisode comporte plusieurs incohérences. En effet Paige est renvoyée en 1967, où elle rencontre Penny Halliwell jeune. Or, dans l'épisode 17 de la saison 1, les sœurs Halliwell ont voyagé jusqu'au milieu des années 70 et ont rencontré leur mère et Penny, et cette dernière était déjà une femme d'âge mûr, elle aurait donc considérablement vieilli en huit ans. Une référence est faite à Patty nous faisant comprendre qu’elle est encore un bébé alors qu’elle aurait dû être déjà adulte en 1967, si on se réfère à l'épisode 17 de la saison 1. L'explication logique serait qu'au départ Paige devait rencontrer Patty jeune au lieu de Penny mais que lors de la rédaction du scénario cette idée ait été modifiée.
- Dans l'épisode, le sorcier Nigel commente les vêtements de Paige (un pull à col roulé noir, une jupe écossaise taille haute et les cuissardes en skaï rouge de Penny), disant qu'elle a des "vêtements bizarres", ce qui soulignerait le fait qu'elle ne vienne pas de cette époque. Or, le look de Paige est accidentellement non anachronique et totalement adapté à la mode de l'année 1967.

### Épisode 12:L'Homme idéal
- États-Unis : 18 janvier 2004 sur The WB
- France : 2 octobre 2004 sur M6
- Québec : 13 novembre 2006 sur VRAK.TV[2]

- Eduardo Verástegui (David Right)
- Sandra Prosper (Sheila Morris)
- Bruce Payne (Membre de la secte démoniaque de l'ordre)
- Joseph Hodge (Membre de la secte démoniaque de l'ordre)
- Luke Massy (Membre de la secte démoniaque de l'ordre)
- Joe Cappelletti (Membre de la secte démoniaque de l'ordre)
- Jason Simmons et Kristopher Simmons (Wyatt Halliwell)

### Épisode 13:Mata Hari
- États-Unis : 25 janvier 2004 sur The WB
- France : 16 octobre 2004 sur M6
- Québec : 20 novembre 2006 sur VRAK.TV

- Balthazar Getty (Richard Montana)
- James Black (Roi Démon Swarm)
- Eric Dane (Jason Dean)
- Tom Schanley (Démon Swarm)
- Derek Anthony (Démon Swarm)
- David Greene (Steve Montana)
- Jason Simmons et Kristopher Simmons (Wyatt Halliwell)

- Il s'agit du dernier épisode où apparait Jason Dean (Eric Dane).
- Phoebe nous montre qu'elle contrôle son pouvoir d'empathie en parvenant à contrôler les pouvoirs des démons en jouant avec leurs émotions et les siennes.

### Épisode 14:Le Cavalier sans tête
- États-Unis : 8 février 2004 sur The WB
- France : 16 octobre 2004 sur M6
- Québec : 27 novembre 2006 sur VRAK.TV

- Dean Shelton (Zachary)
- Christopher Neiman (Sigmund)
- Adam Hendershott (Slick)
- Mitchah Williams (Quentin)
- Elena Finney (Enola)
- Sarah Rafferty (Carol)
- Betsy Randle (Mme. Winterbourne)
- Gildart Jackson (Gideon)
- J. Anthony Woods (Herman)
- Jason Simmons et Kristopher Simmons (Wyatt Halliwell)

- C'est dans cet épisode que Phoebe découvre la véritable identité de Chris.
- Ziggy Marley chante au P3 dans cet épisode.

### Épisode 15:Le Mauvais Génie
- États-Unis : 15 février 2004 sur The WB
- France : 23 octobre 2004 sur M6
- Québec : 4 décembre 2006 sur VRAK.TV

- Balthazar Getty (Richard Montana)
- Saba Homayoon (Jinny)
- Mark Deklin (Bosk)
- Joey Naber (Démon des quarante voleurs)
- Jason Shaw (Greg)
- Amanda Sickler (Sophie)
- J. Michael Flynn (Benjamin Montana)
- David Greene (Steve Montana)
- Marco Kahn (Démon Thief)
- Jason Simmons et Kristopher Simmons (Wyatt Halliwell)

- Il s'agit du dernier épisode où apparait Richard Montana (Balthazar Getty).
- C'est dans cet épisode que Paige apprend la véritable identité de Chris.
- Dans cet épisode les trois sœurs Halliwell meurent en même temps, puis sont ramenées à la vie à l'aide de Léo et Richard.
- Il y a une petite incohérence, lorsque Léo lit la mise en garde, écrite en arabe, sur la bouteille du génie : il tourne la bouteille vers sa gauche. Ainsi il lit le texte de gauche à droite. Or l'arabe s'écrit et se lit de droite à gauche.

### Épisode 16:L'Enfant de minuit
- États-Unis : 22 février 2004 sur The WB
- France : 23 octobre 2004 sur M6
- Québec : 11 décembre 2006 sur VRAK.TV

- Ellis Williams (Bus Driver)
- Edoardo Ballerini (Damien)
- Lou Beatty Jr. (Clarence)
- Bruno Gioiello (Etre des Ténèbres)
- Gildart Jackson (Gidéon)
- Jon Erik (Etre des Ténèbres)
- Linda Tran (Sara)
- Jason Simmons et Kristopher Simmons (Wyatt Halliwell)

Damien, un être des ténèbres, envoie Piper et Léo dans un autre plan astral pour tuer Léo. Piper et Léo découvrent qu'ils se trouvent dans les Limbes. Alors, Phoebe et Paige tentent de créer un lien avec ce monde parallèle via une formule. Pendant ce temps, Chris commence à disparaître et dévoile alors qu'il doit être conçu avant la nuit, sinon il disparaîtra à jamais.

### Épisode 17:La Rebelle
- États-Unis : 14 mars 2004 sur The WB
- France : 30 octobre 2004 sur M6
- Québec : 18 décembre 2006 sur VRAK.TV

- James Read (Victor Bennett)
- Rod Rowland (Rick Gittridge)
- Lesli Margherita (en) (Ramona Shaw)
- Claire Rankin (Paula Marks)
- Jeffrey Pierce (Todd Marks)
- Mary-Pat Green (Miss Hickock)

### Épisode 18:La Femme-araignée
- États-Unis : 18 avril 2004 sur The WB
- France : 6 novembre 2004 sur M6
- Québec : 1er janvier 2007 sur VRAK.TV[3]

- Jodi Lyn O'Keefe (Démon Araignée)
- Christopher Neiman (Sigmund)
- Hamilton Von Watts (Dennis)
- Kieren Hutchison (Mitch)
- Scott Adsit (L'homme nymphe)
- Gildart Jackson (Gideon)
- Matthew McGrory (Ogre)
- Billy Beck (Magicien)
- David Joseph Steinberg (Riley)
- Scout Taylor-Compton (Fée)
- Jason Simmons et Kristopher Simmons (Wyatt Halliwell)

Le chanteur Andy Stochansky chante au P3 dans cet épisode.
L'âge de Chris est indiqué dans cet épisode (22 ans).
Dans cet épisode Chris précise que Paige est celle vers qui il va lorsqu’il a besoin d’argent dans le futur. Or dans les deux premiers épisodes de la saison Chris dit que dans l’histoire Paige meurt lorsqu’elle est changée en statut de pierre. Chris dit dans l’épisode 7 de la saison 6 qu’il retourne régulièrement dans le futur pour voir si la situation a changé, ce qui explique cela.

### Épisode 19:Le Tribunal
- États-Unis : 25 avril 2004 sur The WB
- France : 13 novembre 2004 sur M6
- Québec : 8 janvier 2007 sur VRAK.TV

- Billy Drago (Barbas)
- Kirk B.R. Woller (Nettoyeur)
- arin Cooper (Nettoyeur)
- Sandra Prosper (Sheila Morris)
- Ian Abercrombie (Aramis)
- Ken Page (Adair)
- Christopher Cazenove (Thrask)
- James Horan (Crill)
- Jenya Lano (Inspecteur Sheridan)
- Gildart Jackson (Gideon)

### Épisode 20:Double personnalité
- États-Unis : 2 mai 2004 sur The WB
- France : 13 novembre 2004 sur M6
- Québec : 15 janvier 2007 sur VRAK.TV

- Jennifer O'Dell (Elisa)
- Annie Wersching (Demonatrix)
- Amy Bernhardt (Demonatrix)
- Christopher Neiman (Sigmund)
- Chad Gabriel (Blake)
- Gabriel Olds (Vincent)
- Jason Simmons et Kristopher Simmons (Wyatt Halliwell)

### Épisode 21:Jeux dangereux
- États-Unis : 9 mai 2004 sur The WB
- France : 20 novembre 2004 sur M6
- Québec : 22 janvier 2007 sur VRAK.TV

- Christopher Neiman (Sigmund)
- Jim Pirri (en) (Corr)
- Elaine Hendrix (Clea)
- Bodhi Elfman (Kyle Donie)
- Vicki Davis (Tali)
- David Ramsey (Démon de niveau supérieur)
- Betsy Randle (Mrs. Winterbourne)
- Gildart Jackson (Gideon)
- Kevin Grevioux (Démon Brute)
- James Joseph O'Neil (Etre des Ténèbres)
- Jason Simmons et Kristopher Simmons (Wyatt Halliwell)

### Épisode 22:Pour l'amour d'un fils,1repartie
- États-Unis : 16 mai 2004 sur The WB
- France : 27 novembre 2004 sur M6
- Québec : 29 janvier 2007 sur VRAK.TV

- Billy Drago (Barbas)
- Sandra Prosper (Sheila Morris)
- Jenya Lano (Inspecteur Sheridan)
- Betsy Randle (Mrs. Winterbourne)
- Gildart Jackson (Gideon)
- Lorna Scott (Mme. Noble)
- Jason Simmons et Kristopher Simmons (Wyatt Halliwell)

### Épisode 23:Pour l'amour d'un fils,2epartie
- États-Unis : 16 mai 2004 sur The WB
- France : 27 novembre 2004 sur M6
- Québec : 5 février 2007 sur VRAK.TV

- Billy Drago (Barbas)
- Jim Abele (Dr. Roberts)
- Wes Ramsey (Wyatt Halliwell Adulte)
- Jenya Lano (Inspecteur Sheridan)
- J. Lamont Pope (Mike)
- John Todd (Fondateur)
- Gildart Jackson (Gideon)
- Lorna Scott (Mme. Noble)
- Jason Simmons et Kristopher Simmons (Wyatt Halliwell)

Barbas survit et reviendra dans la Saison 7.
Léo tue Gideon pour rétablir l'équilibre et venger le Chris du Futur.